# إصفهانك ساكي
إصفهانك ساكي (بالإنجليزية: Esfahanak-e Saki)‏ هي قرية تقع في قسم تشنارود الشمالي الريفي (مقاطعة تشادغان) في إيران. يقدر عدد سكانها بـ 99 نسمة بحسب إحصاء 2016.